# Svarîciv, Rojneativ
Svarîciv (în ucraineană Сваричів) este o comună în raionul Rojneativ, regiunea Ivano-Frankivsk, Ucraina, formată numai din satul de reședință.

## Demografie
Componența lingvistică a comunei Svarîciv
     Ucraineană (99,68%)
     Alte limbi (0,32%)
Conform recensământului din 2001, majoritatea populației comunei Svarîciv era vorbitoare de ucraineană (99,68%), existând în minoritate și vorbitori de alte limbi.

## Personalități născute aici
- Taras Vozniak (n. 1957), jurnalist, expert în politologie.